# Maria Dusá
Maria Dusá é o título do romance do escritor brasileiro Lindolfo Rocha, que trazia por subtítulo (Garimpeiros) – romance de costumes sertanejos e "chapadistas". Com capítulos publicados originalmente em 1908 no Diário de Notícias, e como livro no ano de 1910: "Apesar do seu “esquecimento” na literatura, após a 1ª edição do romance Maria Dusá, publicado pela Livraria Chardron (...) outras edições foram publicadas por editoras brasileiras, a saber: Instituto Nacional do Livro, Ática e Ediouro. Dentre as edições, destaca-se  a  Edição  Didática - Ática  e  a  Coleção  Prestígio - Ediouro  por  apresentarem edições preparadas essencialmente à finalidade didática e, consequentemente, constituírem atividades pedagógicas para um público específico", como informam Souza e Barreiros.
Ambientado no hoje povoado de Igatu, então conhecido como Xique-Xique,  região das "Lavras" (Mucugê, Lençóis e Andaraí, ao que se acresce Rio de Contas) na Chapada Diamantina, a partir do ano de 1860.

## Enredo
A história se desenvolve em torno de um fenômeno comum na literatura, que teve seu ápice no romantismo e se projetou além dele no século XX, do "duplo" - no caso a enorme semelhança entre a personagem-titulo e Maria Alves, uma retirante.
Num ambiente devastado por uma seca prolongada que tivera seu auge em 1859, o jovem tropeiro Ricardo vindo de Minas Gerais hospeda-se em uma fazenda onde a pobreza domina e, em troca de mantimentos, oferecem-lhe como pagamento a filha mais velha, que ele bondosamente liberta. Chegando a Mucugê, com sua tropa, reage a uma tentativa de furto e, receoso de haver praticado um crime, torna-se um fugitivo até ser reabilitado.
Neste momento da estória, conhece uma prostituta que, em razão das risadas, recebera o apelido de "Dusá" ("dos ah"), e confunde-a com aquela outra Maria que recebera por pagamento, o que gera grande confusão e, com a chegada mais tarde, da Maria Alves até a Chapada, as duas mulheres se conhecem e Dusá, apesar de ter-se apaixonado por Ricardo, esforça-se por reconciliar os dois e elucidar a confusão que o moço fizera.
Dusá abandona a vida no meretrício e, com o nome de Maria Emereciana, ajuda o jovem Ricardo que mergulhara na pobreza após os infortúnios da vida de garimpeiro a que se dedicou, até os esclarecimentos e reviravoltas finais, com a solução do caso amoroso entre Dusá e Ricardo.

## Personagens principais
A trama gira em torno de três figuras principais: Ricardo Brandão, e duas Marias: a Alves e Dusá, que dá o título. Além desses tem-se:
- Raimundo Alves - fazendeiro que hospeda Ricardo e lhe vende a filha Maria;
- Felipe - empregado e companheiro de Ricardo
- Manuel Pedro - aliado de Dusá

## Crítica
Em 1953 Aloísio de Carvalho Filho escreveu: "Maria Dusá contém, em número incontável, expressões e ditos sertanejos interessantíssimos. Pena é o sr. LINDOLFO ROCHA, que tão bem os soube arrumar, pelo correr do romance, não tivesse dado, em apêndice, a sua significação, o que duplicaria, por certo, o valor desse livro".

## Impacto cultural
A telenovela Maria, Maria, exibida originalmente em 1978 pela rede Globo, foi baseada no romance e a história foi adaptada por Manoel Carlos (que estreou ali como roteirista de novelas) tendo Nívea Maria no papel de Maria Alves e de Maria Dusá, Cláudio Cavalcanti como Ricardo, além de elenco que contou com Wilson Grey, Haroldo de Oliveira, Léa Garcia entre outros, e as gravações foram no Rio de Janeiro procurando imitar a paisagem do sertão baiano.